# Hieracium discophyllum
Hieracium discophyllum es una especie de planta con flor del género Hieracium, de la familia Asteraceae, orden Asterales.

## Distribución
Hieracium discophyllum se distribuye por Gales.

## Taxonomía
Fue descrita científicamente por Sell & C. West. Fue publicada en Watsonia.